# Let's Do It for Johnny!!
Let's Do It for Johnny! es el tercer álbum de estudio de la banda de rock estadounidense Bowling for Soup, publicado el 16 de mayo de 2000 por Jive Records. Fue grabado en audio en Reel Time Audio en Denton, Texas, a unos 100 kilómetros de donde la banda se formó en Wichita Falls y contiene "The Bitch Song", uno de los primeros éxitos de la banda. El nombre del álbum es una referencia a The Outsiders. Es el primer álbum con Gary Wiseman en la batería.

## Lista de canciones
- Las canciones 1, 2, 4, 5 y 9 aparecen en el EP Tell Me When to Whoa. Las pistas 6 y 7 aparecen en el álbum Rock on Honorable Ones!!. La pista 8 aparece Rock on Honorable Ones!! y Tell Me When to Whoa.

| N.º | Título             | Escritor(es)                        | Duración |  |
| 1.  | «Suckerpunch»      | Jaret Reddick                       | 3:18     |  |
| 2.  | «The Bitch Song»   | Reddick                             | 3:23     |  |
| 3.  | «Pictures He Drew» | Reddick                             | 3:22     |  |
| 4.  | «Dance with You»   | Reddick                             | 3:29     |  |
| 5.  | «You and Me»       | Reddick                             | 4:06     |  |
| 6.  | «Scope»            | Reddick, Eric Delegard              | 3:32     |  |
| 7.  | «Valentino»        | Reddick                             | 3:27     |  |
| 8.  | «Belgium»          | J. Erik Chandler, Reddick, Delegard | 3:24     |  |
| 9.  | «Andrew»           | Reddick                             | 2:05     |  |
| 10. | «Boulevard»        | Reddick                             | 3:34     |  |
| 11. | «Hang On»          | Reddick                             | 3:36     |  |
| 12. | «Summer of '69»    | Bryan Adams, Jim Vallance           | 3:05     |  |
| 13. | «All Figured Out»  | Reddick                             | 4:13     |  |

| Japanese Edition |              |              |          |  |
| N.º              | Título       | Escritor(es) | Duración |  |
| 14.              | «Dumb»       |              | 1:24     |  |
| 15.              | «Soho»       |              | 4:57     |  |
| 16.              | «Everything» |              | 2:18     |  |

| Australian Edition |              |              |          |  |
| N.º                | Título       | Escritor(es) | Duración |  |
| 14.                | «Soho»       |              | 4:57     |  |
| 15.                | «Everything» |              | 2:18     |  |

## Formación
Bowling for Soup:
- Jaret Reddick — voz, guitarra
- Erik Chandler — bajo, voz
- Chris Burney — guitarra, voz
- Gary Wiseman — batería

- Datos: Q3498005